# 葡萄酒的故事
《葡萄酒的故事》（韓語：스토리 오브 와인）是一部於2008年上映的韓國電影。是由韓國衛星電視台IPTV製作的電視電影，亦是韓國首部互動電影。主題曲由少女時代的成員珊妮所演唱。

## 劇情介紹
講述一家開張滿一周年名為「Story of Wine」的酒吧老闆閔成，與三五知己在酒吧談天說地的故事。

## 演員陣容
- 李己雨 飾 閔成
- Greena Park 飾 華妍
- Marcos 飾 赫俊
- 徐玄振 飾 珍珠
- 魯敏宇 飾 泰鎮
- 崔鎮鎬
- 趙在允
- 任浩振

## 外部連結
- 互联网电影数据库（IMDb）上《葡萄酒的故事》的资料（英文）
- Naver電影
- Daum電影 （页面存档备份，存于）